# Alex Burgmaier
Alex Burgmaier (* 21. September 1973) ist ein ehemaliger liechtensteinischer Fussballspieler.

## Karriere

### Verein
Seine Vereinslaufbahn ist bis auf eine mindestens einjährige Station beim USV Eschen-Mauren unbekannt.

### Nationalmannschaft
Burgmaier gab sein Länderspieldebüt für die liechtensteinische Fussballnationalmannschaft am 26. April 1995 beim 0:7 gegen Österreich im Rahmen der Qualifikation zur Fussball-Europameisterschaft 1996. Sein zweites Länderspiel absolvierte er am 3. Juni desselben Jahres im EM-Qualifikationsspiel gegen Irland.